# Herbert Ďurkovič
Herbert Ďurkovič (27. prosince 1928 Trenčianske Jastrabie – 28. března 2007) byl slovenský a československý politik Komunistické strany Slovenska, poúnorový poslanec Národního shromáždění ČSR, poslanec Sněmovny národů Federálního shromáždění na přelomu 60. a 70. let a ministr vlád Slovenské socialistické republiky.

## Biografie
Po volbách roku 1954 byl zvolen do Národního shromáždění za KSS ve volebním obvodu Ilava. Mandát nabyl až dodatečně v červenci 1956 jako náhradník poté, co poslanec Karol Tomášek rezignoval. V Národním shromáždění zasedal až do konce jeho funkčního období, tedy do voleb v roce 1960.
V letech 1966–1986 se uvádí jako člen Ústředního výboru Komunistické strany Slovenska, přičemž k roku 1966, 1971 a 1976 je evidován i jako člen předsednictva ÚV KSS.
Po federalizaci Československa usedl roku 1969 do slovenské části Sněmovny národů Federálního shromáždění, kde setrval do konce volebního období, tedy do roku 1971.
Byl prvním generálním ředitelem uskupení strojírenských a metalurgických závodů na Slovensku. Zastával i vládní posty. Ve vládě Štefana Sádovského a Petera Colotky působil v letech 1970–1971 jako její místopředseda a zároveň jako ministr plánování. V následující druhé vládě Petera Colotky působil v letech 1971–1972 opět jako místopředseda vlády a v témže období zastával post předsedy Slovenské plánovací komise. Byl stálým zástupcem ČSSR při RVHP a místopředsedou Slovenské národní rady.